# 仙台市電
仙台市電（日语：／ Sendai shiden */?）是1926年（大正15年）11月25日至1976年（昭和51年）3月31日，由仙台市交通局運營的有軌電車系統，自開業時即為公營。仙台市電的第一條路線為環線。戰後由於汽車增加，仙台市電的乘客減少，在1958年更轉為虧損。1976年，仙台市電被廢除。